# اسکنت سیتی (آلاباما)
اسکنت سیتی (به انگلیسی: Scant City) یک منطقهٔ مسکونی در ایالات متحده آمریکا است که در شهرستان مارشال، آلاباما واقع شده‌است. اسکنت سیتی ۳۰۹٫۹۹ متر بالاتر از سطح دریا قرار دارد.